# Francis Deron
Francis Deron, né le 3 mai 1952 à Neuilly-sur-Seine et mort le 31 juillet 2009 à Paris 15e, est un journaliste et écrivain français, spécialiste de l'Asie.
Il est assistant réalisateur pour le film Chinois, encore un effort pour être révolutionnaires !. Devenu ensuite journaliste, il est correspondant à Pékin pour l'AFP de 1977 à 1980 et rejoint le journal Le Monde en 1986, il est alors correspondant en Chine de 1987 à 1997. Il est l'auteur de plusieurs essais dont Le Procès des Khmers rouges. Trente ans d'enquête sur le génocide cambodgien.

## Biographie
Francis Deron étudie le chinois lors de ses études secondaires. 
Le 7 février 1975, sous le pseudonyme d'Edmond Redon, il participe, grâce à l'organisation de Pierre Descargues et Claude Hudelot, à un des célèbres Après-midi de France Culture ayant pour thème « la conspiration du silence », dénoncée par Simon Leys dans Ombres chinoises, en présence de Leys, du général Jacques Guillermaz, de René Viénet et de François Godement. 
En 1977, il est un des assistants réalisateur du film Chinois, encore un effort pour être révolutionnaires !, il utilise alors le pseudonyme de Al Perreault. Puis il entre à l'AFP où il travaille à Pékin puis à Bangkok, où il suit plus particulièrement les Khmers rouges. Il travaille pour le quotidien  Le Monde à partir de 1985 et repart à Pékin en 1988. Il y couvre le deuxième « Printemps de Pékin » qui se termine en juin 1989 par le massacre de la place Tian'anmen. Il s'installe ensuite à Bangkok puis quitte Le Monde pour le site Mediapart.
En novembre 2008, l'Institut Choiseul et Pascal Lorot ont été critiqués, lorsque l'institut a supprimé un article de sa revue Monde chinois et envoyé tous les exemplaires au pilon pour en faire sortir une version expurgée. L'article de Francis Deron critiquait les illusions de certains hommes politiques français sur le maoïsme et la révolution culturelle et ses millions de morts,. Le tribunal de grande instance de Paris a donné raison à Francis Deron  et Pascal Lorot, le plaignant, n'a pas fait appel de la décision. L'article a été publié en soutien dans la revue Commentaire, sur Mediapart et Contrepoints.

Il meurt en 2009 des suites d'un cancer, après la parution d'un nouvel ouvrage, Le Procès des Khmers rouges. Kang Kek Ieu, dit Douch, est le personnage central du livre. À travers ce portrait, Francis Deron évoque trente ans d'histoire du Cambodge. Il s'engage dans cet ouvrage et prend parti considérant que :

« rien ne doit permettre à des responsables encore vivants d’une telle monstruosité de mourir dans leur lit sans avoir fait face à leurs contemporains leur demandant : qu’as-tu fait là ? Il eût été sans doute impossible d’exprimer ce parti pris avant le procès proprement dit, si les intéressés risquaient la peine de mort, comme il y a soixante ans aux Tribunaux de Nuremberg et Tokyo. Mais dès lors que la peine capitale est exclue, le témoignage ne peut être neutre. »

Pour Francis Deron,  le procès de Douch est le premier procès d'un dirigeant communiste responsable dans un gouvernement communiste.
À titre posthume, Francis Deron est lauréat du prix spécial du prix Pierre Simon 2009 pour son ouvrage  Le Procès des Khmers rouges. Alain Frachon, directeur de la rédaction du quotidien Le Monde, le reçoit en son nom.

## Famille
Son épouse Isabelle Landry, née en 1952, spécialiste de l'histoire chinoise, est chercheuse en littérature missionnaire sur la Chine des XVIIe et XVIIIe siècles. Elle est par ailleurs responsable de la gestion scientifique du Centre d’études sur la Chine moderne et contemporaine de l’École des hautes études en sciences sociales. Sa fille, Laure Deron travaille, depuis 2011, pour Veolia Chine dans les secteurs de l'énergie, des déchets et de l'eau.

## Accueil critique
Le sinologue Simon Leys évoque pour son ouvrage Le Procès des Khmers rouges un travail monumental  à propos de ce « génocide cambodgien ». Il a profité de son expérience approfondie du maoïsme.  Ses deux livres précédents sur la révolution communiste en Chine l'ont superbement préparé pour saisir la nature et la signification du phénomène Khmers rouges. Pour le sinologue  René Viénet, Francis Deron « a réalisé une œuvre de démystification et de subversion de quelques vérités officielles pour faire connaître la Chine en France ». La politologue Thérèse Delpech indique : « il avait l'intelligence politique de ce qu'est le totalitarisme. Il appelait un chat, un chat. J'aimais son empathie avec les victimes des catastrophes du XXe siècle en Asie, sa volonté de préserver la mémoire des morts anonymes, sa contribution unique à l'histoire du génocide cambodgien ». L'universitaire Nicolas Lepretre indique : « Par ce livre, Francis Deron rajoute une modeste pierre dans la construction de la mémoire collective cambodgienne, mais également humaine ». L'historienne Perrine Simon-Nahum classe l’ouvrage La Dernière Révolution de Mao. Histoire de la Révolution culturelle 1966-1976 dans la continuité de ceux du sinologue Simon Leys notamment Les Habits neufs du président Mao ou du livre de Francis Deron, Le Procès des khmers rouges. 
Le dessinateur Séra, d'origine cambodgienne indique « Deron donne un regard neuf sur la disparition d’un tiers de la population, soit 2 millions de Cambodgiens, et se détache de bien des études en chambre et médiocres sur le sujet qui circulent en France », l'ouvrage m'a permis d'apprendre des faits qui m'étaient inconnus.
Pour le journaliste François Bonnet, cofondateur de  Mediapart dont il assure la direction éditoriale,  ses « batailles idéologiques, Francis Deron les menaient avec la rigueur et l'entêtement du journaliste formé à l'école de l'agence de presse. Il haïssait les bavardages approximatifs, les grands cris d'indignation et ces effets de plume qui masquent l'imprécision. Adepte du doute, indépendant jusqu'à l'obsession, méticuleux, il a ainsi pu construire un magnifique itinéraire de journaliste ».

## Publications

### Livres
- Les Cinquante Jours de Pékin. Chronique d'une révolution assassinée[20] - Édition Bourgois collection : Bibliothèque asiatique  304 pages, parution 1989.  (ISBN 2-267-00831-9)
- Chine la révolution inachevée.1949-1989  Photographies de Patrick Durand et de Jacques Langevin (agence Sygma), et de l'agence Keystoneet, collaborateur Michel Bonnin, Éditions Denoël , 117 pages parution 1989
- Les Frégates de la République avec le journaliste  Gilles du Jonchay Édition Fayard, 350 pages, parution 2004[21]
- Le Procès des Khmers rouges. Trente ans d'enquête sur le génocide cambodgien contributeur : Jean Leclerc du Sablon, Éditions Gallimard, 465 pages  parution 2009.

### Articles
- Il y a vingt-cinq ans, le massacre de la place Tiananmen dans Le Monde du 6 juin 1989, mis à jour le 4 juin 2014
- La Chine intervient brutalement dans le choix du panchen-lama, Le Monde, 14 novembre 1995.
- Lecture critique  : Les Habits neufs du président Mao de Simon Leys dans Le Monde du 6 août 2008.
- Article censuré dans le numéro 14 de la revue  Monde Chinois d'octobre 2008
- Les réformistes du palais sont dans l’impasse, texte de Ren Wanding, traduit par Francis Deron (sous le nom de « Le singe d'or »), Iztok, revue libertaire sur les pays de l'Est, n° 17, juin 1989.

### Préfacier
- Épitaphe pour une révolution de Harold Isaacs (1910-1986) The Tragedy of the Chinese Revolution, trad. de l'anglais (États-Unis) par Isabelle Landry, éditions Gallimard, Paris, 1989
- Chine-États-Unis, danger de Richard Bernstein, trad. de l'américain par Béatrice Laroche , éditions Bleu de Chine, Paris, 1998
- La cinquième modernisation et autres écrits du « Printemps de Pékin »  de Wei Jingsheng, trad. du chinois et annoté par Huang San et Angel Pino, postface par Angel Pino, Christian Bourgois éditeur, coll. « Bibliothèque asiatique », Paris, 1997

## Films
- Chinois, encore un effort pour être révolutionnaires !, Francis Deron, sous le pseudonyme d'Al Perreault, est alors assistant réalisateur au côté de René Viénet. Le film a été présenté à la Quinzaine des réalisateurs au Festival de Cannes en 1977[22].
- Mao par lui-même co dirigé par René Viénet, Wu Xing-ming et Francis Deron, 1977[23].